# Kissós Óros
Kissós Óros är ett berg i Grekland.   Det ligger i prefekturen Nomós Thessaloníkis och regionen Mellersta Makedonien, i den nordöstra delen av landet, 290 km norr om huvudstaden Aten. Toppen på Kissós Óros är 1 185 meter över havet.
Terrängen runt Kissós Óros är huvudsakligen kuperad. Kissós Óros är den högsta punkten i trakten. Runt Kissós Óros är det ganska tätbefolkat, med 93 invånare per kvadratkilometer. Närmaste större samhälle är Thessaloníki, 17,1 km väster om Kissós Óros. 